# Milan Lukić
Milan Lukić (Милан Лукић; * 6. září 1967) je bosenskosrbský válečný zločinec, který vedl polovojenskou skupinu Bílí orli během bosenské války. V červenci 2009 byl Mezinárodním trestním tribunálem pro bývalou Jugoslávii (ICTY) shledán vinným ze zločinů proti lidskosti a porušování válečných zvyklostí spáchaných ve višegradské samosprávě Bosny a Hercegoviny během bosenské války a odsouzen k doživotnímu vězení.
Mezi zločiny, za které byl Lukić odsouzen, patří vražda, mučení, napadení, rabování, ničení majetku a zabití nejméně 132 identifikovaných mužů, žen a dětí. Lukićův bratranec Sredoje Lukić a blízký rodinný přítel Mitar Vasiljević byli usvědčeni ICTY a odsouzeni k 30 letům, respektive 15 letům vězení.
Mezi zločiny ve Višegradu a okolí, za které byl Lukić a jednotka pod jeho velením zodpovědní, patřily požár na Pionirské ulici a Bikavacký požár, které, jak soud ICTY zpozoroval, jsou příkladem nejhorších nelidských činů, které může člověk způsobit jiným, a „umístily se vysoko v dlouhé, smutné a ubohé historii nelidskosti člověka vůči člověku“. Lukić byl teprve druhým člověkem, kterého tribunál odsoudil k doživotnímu vězení.
Lukić byl také zodpovědný za masakry v Sjeverinu a Štrpcích, při nichž byli uneseni a následně zavražděni nesrbští občané Srbska a Černé Hory na území Bosny. Neschopnost srbských úřadů provést adekvátní vyšetřování zůstává v Srbsku významným politickým problémem. V roce 1992 v rozhovoru pro bělehradský časopis Duga, ve kterém se přiznal k některým ze svých zločinů, Lukić řekl: „Nemám špatné svědomí z žádného z nich.“